# Оверхолтс, Ли Орас
Ли Орас Оверхолтс (англ. Lee Oras Overholts; 1890—1946) — американский миколог.

## Биография
Ли Орас Оверхолтс родился 23 июня 1890 года в городе Кэмден штата Огайо. Учился в Университете Майами в Оксфорде, в 1912 году получил степень бакалавра.
Ли был знаком с микологами Брюсом Финком, Уильямом Меррилом, Джакомо Брезадолой, Кёртисом Гейтсом Ллойдом и Эдуардом Бертом. В июне 1911 года была издана первая работа Оверхолтса под названием The Known Polyporaceae of Ohio. С 1912 по 1915 Оверхолтс учился в Университете Вашингтона в Сент-Луисе. В 1914—1915 были изданы ещё три важные работы Оверхолтса, посвящённые полипоровым грибам.
В 1915 году Ли Орас получил степень доктора философии в Университете Вашингтона. Затем Оверхолтс стал преподавать ботанику, а позднее — микологию и фитопатологию в Университете штата Пенсильвания.
В 1936 году была издана книга Оверхолтса, Хилла и Поппа Botany, a textbook for colleagues. В 1937 году он стал вице-президентом Микологического общества США, в 1938 году был избран его президентом. Также Оверхолтс был членом Ботанического клуба Торри и Пенсильванской академии наук.
Cкончался 10 ноября 1946 года в городе Стейт-Колледж.

## Виды грибов, названные в честь Л. О. Оверхолтса
- Antrodiella overholtsii Ryvarden & Gilb., 1984 [syn.  Antrodiella canadensis (Overh.) Niemelä, 2005]
- Clitocybe overholtsii Murrill, 1916
- Corticium overholtsii Burt, 1926
- Mycena overholtsii A.H.Sm. & Solheim, 1953
- Peniophora overholtsii Burt, 1926
- Phellinus overholtsii Ginns, 1984
- Polyporus sulphureus var. overholtsii H.R.Rosen, 1927
- Poria overholtsii Pilát, 1940 [syn.  Diplomitoporus overholtsii (Pilát) Gilb. & Ryvarden, 1985]